# Ministère de la Justice (Roumanie)
Pour les articles homonymes, voir Ministère de la Justice.
Le ministère de la Justice est un ministère roumain. Il est dirigé par Radu Marinescu depuis le 23 décembre 2024.

## Liste des ministres

### République socialiste de Roumanie
| Nom | Nom                 | de               | à                | Gouvernement | Parti |
| --- | ------------------- | ---------------- | ---------------- | ------------ | ----- |
|     | Adrian Dumitriu     | 21 août 1965     | 28 novembre 1970 |              | PCR   |
|     | Teodor Vasiliu      | 28 novembre 1970 | 18 mars 1975     |              | PCR   |
|     | Emil Nicolcioiu     | 18 mars 1975     | 26 janvier 1977  |              | PCR   |
|     | Constantin Stătescu | 26 janvier 1977  | 24 octobre 1979  |              | PCR   |
|     | Justin Grigoraș     | 24 octobre 1979  | 29 mars 1980     |              | PCR   |
|     | Ioan Ceterechi      | 29 mars 1980     | 23 janvier 1982  |              | PCR   |
|     | Gheorghe Chivulescu | 23 janvier 1982  | 3 octobre 1987   |              | PCR   |
|     | Maria Bobu          | 3 octobre 1987   | 22 décembre 1989 |              | PCR   |

### Roumanie
Ministres de la Justice depuis la Révolution roumaine de 1989 et la chute du régime communiste.
| Nom | Nom                        | de                 | à                  | Gouvernement                                | Parti |
| --- | -------------------------- | ------------------ | ------------------ | ------------------------------------------- | ----- |
|     | Teofil Pop                 | 26 décembre 1989   | 28 juin 1990       | Roman I                                     | FSN   |
|     | Victor Babiuc              | 28 juin 1990       | 16 octobre 1991    | Roman II                                    | FSN   |
|     | Mircea Ionescu-Quintus     | 16 octobre 1991    | 19 novembre 1992   | Stolojan                                    | PNL   |
|     | Petre Ninosu               | 19 novembre 1992   | 6 mars 1994        | Văcăroiu                                    | FDSN  |
|     | Gavril Iosif Chiuzbaian    | 6 mars 1994        | 3 septembre 1996   | Văcăroiu                                    | PUNR  |
|     | Ion Predescu               | 3 septembre 1996   | 11 décembre 1996   | Văcăroiu                                    | PDSR  |
|     | Valeriu Stoica             | 12 décembre 1996   | 28 décembre 2000   | Ciorbea, Vasile et Isărescu                 | PNL   |
|     | Rodica Stănoiu             | 28 décembre 2000   | 11 mars 2004       | Năstase                                     | PSD   |
|     | Cristian Diaconescu        | 11 mars 2004       | 29 décembre 2004   | Năstase                                     | PSD   |
|     | Monica Macovei             | 29 décembre 2004   | 5 avril 2007       | Popescu-Tăriceanu                           | Sans  |
|     | Tudor Chiuariu             | 5 avril 2007       | 10 décembre 2007   | Popescu-Tăriceanu                           | PNL   |
|     | Teodor Meleșcanu (intérim) | 10 décembre 2007   | 15 janvier 2008    | Popescu-Tăriceanu                           | Sans  |
|     | Cătălin Predoiu            | 15 janvier 2008    | 7 mai 2012         | Popescu-Tăriceanu, Boc I et II et Ungureanu | Sans  |
|     | Titus Corlățean            | 7 mai 2012         | 6 août 2012        | Ponta I                                     | PSD   |
|     | Victor Ponta (intérim)     | 6 août 2012        | 23 août 2012       | Ponta I                                     | PSD   |
|     | Mona Pivniceru             | 23 août 2012       | 28 mars 2013       | Ponta I et II                               | Sans  |
|     | Victor Ponta (intérim)     | 28 mars 2013       | 15 avril 2013      | Ponta II                                    | PSD   |
|     | Robert Cazanciuc           | 15 avril 2013      | 17 novembre 2015   | Ponta III et IV                             | Sans  |
|     | Raluca Prună               | 17 novembre 2015   | 4 janvier 2017     | Cioloș                                      | Sans  |
|     | Florin Iordache            | 4 janvier 2017     | 9 février 2017     | Grindeanu                                   | PSD   |
|     | Ana Birchall (intérim)     | 9 février 2017     | 22 février 2017    | Grindeanu                                   | PSD   |
|     | Tudorel Toader             | 22 février 2017    | 24 avril 2019      | Grindeanu, Tudose et Dăncilă                | Sans  |
|     | Ana Birchall               | 24 avril 2019      | 4 novembre 2019    | Dăncilă                                     | PSD   |
|     | Cătălin Predoiu            | 4 novembre 2019    | 23 décembre 2020   | Orban I et II                               | PNL   |
|     | Stelian Ion                | 23 décembre 2020   | 1er septembre 2021 | Cîțu                                        | USR   |
|     | Lucian Bode (intérim)      | 1er septembre 2021 | 25 novembre 2021   | Cîțu                                        | PNL   |
|     | Cătălin Predoiu            | 25 novembre 2021   | 15 juin 2023       | Ciucă                                       | PNL   |
|     | Alina Gorghiu              | 15 juin 2023       | 23 décembre 2024   | Ciolacu I                                   | PNL   |
|     | Radu Marinescu             | 23 décembre 2024   | en fonction        | Ciolacu II et Bolojan                       | PSD   |